# Brachionidium syme-morrisii
Brachionidium syme-morrisii är en orkidéart som beskrevs av Carlyle August Luer. Brachionidium syme-morrisii ingår i släktet Brachionidium och familjen orkidéer. Inga underarter finns listade i Catalogue of Life.